# Joachim Starbatty
Joachim Starbatty (ur. 9 maja 1940 w Düsseldorfie) – niemiecki ekonomista, wykładowca akademicki, profesor Uniwersytetu Eberharda i Karola w Tybindze, a także polityk, poseł do Parlamentu Europejskiego VIII kadencji.

## Życiorys
W 1960 zdał egzamin maturalny w Düsseldorfie, następnie studiował ekonomię i nauki polityczne na Uniwersytecie we Fryburgu oraz na Uniwersytecie w Kolonii, którego w 1964 został absolwentem. Doktoryzował się w 1967, a w 1975 uzyskał habilitację na macierzystym uniwersytecie. Był asystentem Alfreda Müllera-Armacka, a w latach 1969–1962 pracownikiem frakcji parlamentarnej CDU/CSU. W 1976 objął stanowisko profesora na Ruhr-Universität Bochum, a w 1983 został profesorem zwyczajnym w Tybindze, przechodząc na emeryturę w 2005, pełniąc m.in. funkcję dziekana Wydziału Ekonomii (1985–1986). Gościnnie wykładał m.in. na University of Washington i Uniwersytecie Dōshisha w Kioto.
W 1995 wyróżniony tytułem doktora honoris causa Wydziału Ekonomii Europejskiego Uniwersytetu Viadrina we Frankfurcie nad Odrą.
W latach 1970–1994 należał do Unii Chrześcijańsko-Demokratycznej. W 1994 przez kilka miesięcy był członkiem partii Bund freier Bürger, m.in. kandydując z jej listy do Europarlamentu. W 2013 zaangażował się w działalność Alternatywy dla Niemiec. W 2014 z ramienia AfD uzyskał mandat eurodeputowanego VIII kadencji. W 2015 opuścił Alternatywę dla Niemiec, współtworząc Sojusz dla Postępu i Przebudzenia (od 2016 pod nazwą Liberalno-Konserwatywni Reformatorzy). W 2018 zrezygnował z członkostwa w tej partii.

## Wybrane publikacje
- Die englischen Klassiker der Nationalökonomie. Lehre und Wirkung, Wissenschaftliche Buchgesellschaft, Darmstadt 1985, ISBN 3-534-05514-4.
- Währungsunion und Weltwirtschaft (współautor), Lucius & Lucius, Stuttgart 1999, ISBN 3-8282-0098-2.
- Soll und Haben, 50 Jahre Soziale Marktwirtschaft (współautor), Lucius & Lucius, Stuttgart 1999, ISBN 3-8282-0105-9.
- Wirtschafts- und Währungsunion auf dem Prüfstand. Schritte zur weiteren Integration Europas, Stuttgart 2001, ISBN 3-8282-0045-1.
- Die Euro-Illusion (współautor), Rowohlt 2001, ISBN 3-499-23085-2.
- Der Ökonom als Politiker. Europa, Geld und die soziale Frage (współautor), Lucius & Lucius, Stuttgart 2003, ISBN 3-8282-0267-5.
- Klassiker des ökonomischen Denkens: Von Platon bis John Maynard Keynes, Nikol, Hamburg 2008, ISBN 3-937872-92-2.